# Sektor 5 (Bukareszt)
Sektor 5 – jednostka administracyjna, jeden z sektorów (sectoare) Bukaresztu. 
W jego skład wchodzi południowy fragment centrum miasta oraz 6 dzielnic (cartiere) – 13 Septembrie, Cotroceni, Dealul Spirii, Giurgiului, Ferentari i Rahova.

## Polityka
Merem sektora jest Marian Vanghelie z Partii Socjaldemokratycznej. W 27-miejscowej radzie zasiadają członkowie 4 partii politycznych (dane z 2008): Partii Socjaldemokratycznej (11 radnych), Partii Demokratyczno-Liberalnej (8), Partii Nowej Generacji (4) oraz Partii Narodowo-Liberalnej (4).